# 댄스 댄스 당쇠르

댄스 댄스 당쇠르(일본어: ダンス・ダンス・ダンスール)는 일본의 만화가인 죠지 아사쿠라 원작의 만화이다. 빅 코믹 스피리츠(코단샤)에서 2015년 42 · 43호부터 연재 중. 2021년 4월 현재 단행본의 누계 발행 부수는 145만 부를 돌파하고 있다.
발레를 은밀한 동경을 갖고 살아온 주인공이 전학생과의 만남을 계기로 진심으로 남자 발레를 다루는 모습을 그린 청춘 이야기.
문화청 미디어예술제 제23회 만화부문 심사위원회 추천작품.